# Chigny (Aisne)
Chigny es una comuna francesa, situada en el departamento de Aisne, de la región de Alta Francia.

## Demografía
| 282 | 234 | 216 | 161 | 175 | 161 | 173 | 147 |
| Para los censos de 1962 a 1999 la población legal corresponde a la población sin duplicidades (Fuente: INSEE [Consultar]) |     |     |     |     |     |     |     |